# 吳嘉禎
吳嘉禎（？—？），字源長，應天府六合县籍蘇州府吴县人，明末官員。崇禎十年進士。

## 生平
天啓七年（1627年）丁卯科應天鄉試第一百四十八名舉人，崇祯十年（1637年）丁丑科會試第二百五十九名，廷試二甲三十七名進士。礼部观政，本年授礼部仪制司主事，十三年授户部山西司主事，管通州仓，升员外郎，十五年升福建参议，兴泉道，十六年遷廣東水利道。以病請歸，年五十七。

## 家族
曾祖吴本澄，庠生；祖吴采，庠生；父吴宗周。